# Арташир III
Арташир III  (621 — 630) — царь царей (шахиншах) Ирана, правил в 628 — 630 годах. Из династии Сасанидов.
События, происходившие по смерти Хосрова II Парвиза и до первых лет правления Йездигерда III, историками описаны противоречиво. Более того — описания порой не согласуются с данными нумизматики.
Сын «Анзои ромеянки» и Кавада II Шируйе, Арташир III был ещё ребёнком (ему было семь лет) и фактически лишь олицетворял власть шахиншаха. Реальным же действующим лицом был некий Мех Азергушнасп, царедворец, занимавший высокий пост ещё при Хосрове II.
Чума и голод, по прежнему терзали Иран, на Кавказе свирепствовали тюрки. Их предводитель Бури-шад, захватывал земли Агвании, и только междоусобная война в каганате вынудила кочевников уйти. Случилось это, правда, уже после смерти Арташира. Юный царь погиб 27 апреля 630 года, во время вступления в Ктесифон мятежной армии Шахрвараза. Фирдоуси передаёт, что шаха убил родственник по имени Пероз ещё до взятия столицы.
Древние писатели по-разному определяют срок царствования Арташира III — от трёх месяцев до полутора лет. Но судя по тому, что его монет известно значительно больше, чем его предшественника, этот срок вряд ли был слишком коротким.

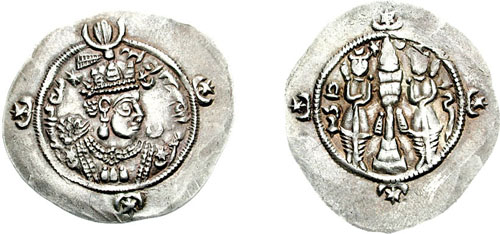
Монета Арташира III

| Сасаниды                 |                                                         |                     |
| Предшественник: Кавад II | шахиншах Ирана и не-Ирана 628 — 630 (правил 1/1,5 года) | Преемник: Шахрвараз |